# Grabowiec-Duliby (hromada)
Grabowiec-Duliby – hromada wiejska w rejonie stryjskim obwodu lwowskiego Ukrainy. Siedzibą hromady jest Duliby.
Hromadę utworzono w ramach reformy decentralizacji  w 2020 roku.

## Miejscowości hromady
W skład hromady wchodzą 12 wsi.

- Duliby – siedziba hromady
- Chromohorb
- Dołhołuka
- Grabowiec
- Hurnie
- Kłodnica
- Koniuchów
- Lubieńce
- Monasterzec
- Stynawa Niżna
- Stynawa Wyżna
- Wola Dołhołucka